# Sáfrányos szeklice
A sáfrányos szeklice, más néven olajözön vagy kerti pórsáfrány (Carthamus tinctorius)  trópusi afrikai származású, de nálunk is több helyen termesztett, az őszirózsafélék családjába tartozó növény. Régi fűszer- és festőnövény, de az utóbbi ötven évben már elsősorban olajos magvaiért termesztik.
Virága nyíláskor világos narancsszínű, szárítás után pedig vörös, vagy vörösesbarna lesz. Gyenge illatú, kesernyés ízű. A fészekből kicsipegetett virágszirmok belsejében lévő bibék (Carthami flos) adják a fűszert.
Szárított állapotban vörösesbarna, aromás illatú, kesernyés ízű növényi fűszer. A virágból kinyerhető két festékanyag a vízben oldódó szaflórsárga és a vízben nem oldódó szaflórvörös.
A Mátrában megtalálhatóak állományai.

## Elnevezései
Egyéb népies elnevezései a felsoroltakon kívül: bogáncssáfrány, parasztsáfrány, pórsáfrány, parasztok rokkája, vadsáfrány, magyar pirosító, magyar sáfrány, szeklice, olajözön, szaflór, saflor.

## Felhasználása
Húslevesek, mártások, tészták, sütemények, rizsételek, de sajtok, gyógyteák és italok, színezésére, ízesítésére használják. Használják még, főleg színezésre, a borászat, gyógyszerészet, és ízjavító hatása miatt a cukrász iparban is. Felhasználásakor a vörös szín eléréséhez jóval többet kell használni, mint a sárgához.
Olaja színtelen és íztelen, élelmezési szempontból megegyezik a napraforgóolajjal. Sütésre, margaringyártásra, salátaolajként illetve táplálékkiegészítőként használják. INCI elnevezése Carthamus tinctorius.

## Gyógyhatása
A népi gyógyászatban a virágok főzetét erős köhögés, fulladás ellen használták.

## Termesztése
A melegebb fekvésű talajokat kedveli, magját ősszel, vagy tavasszal 40–50 cm-es, vagy ennél kisebb 15–20 cm-es sor, és tőtávolságra áprilisban vetik. Különösebb gondozást nem igényel. 50–150 cm hosszúra nő. Virágját folyamatosan szedik és árnyékos helyen szárítják.

## Képek

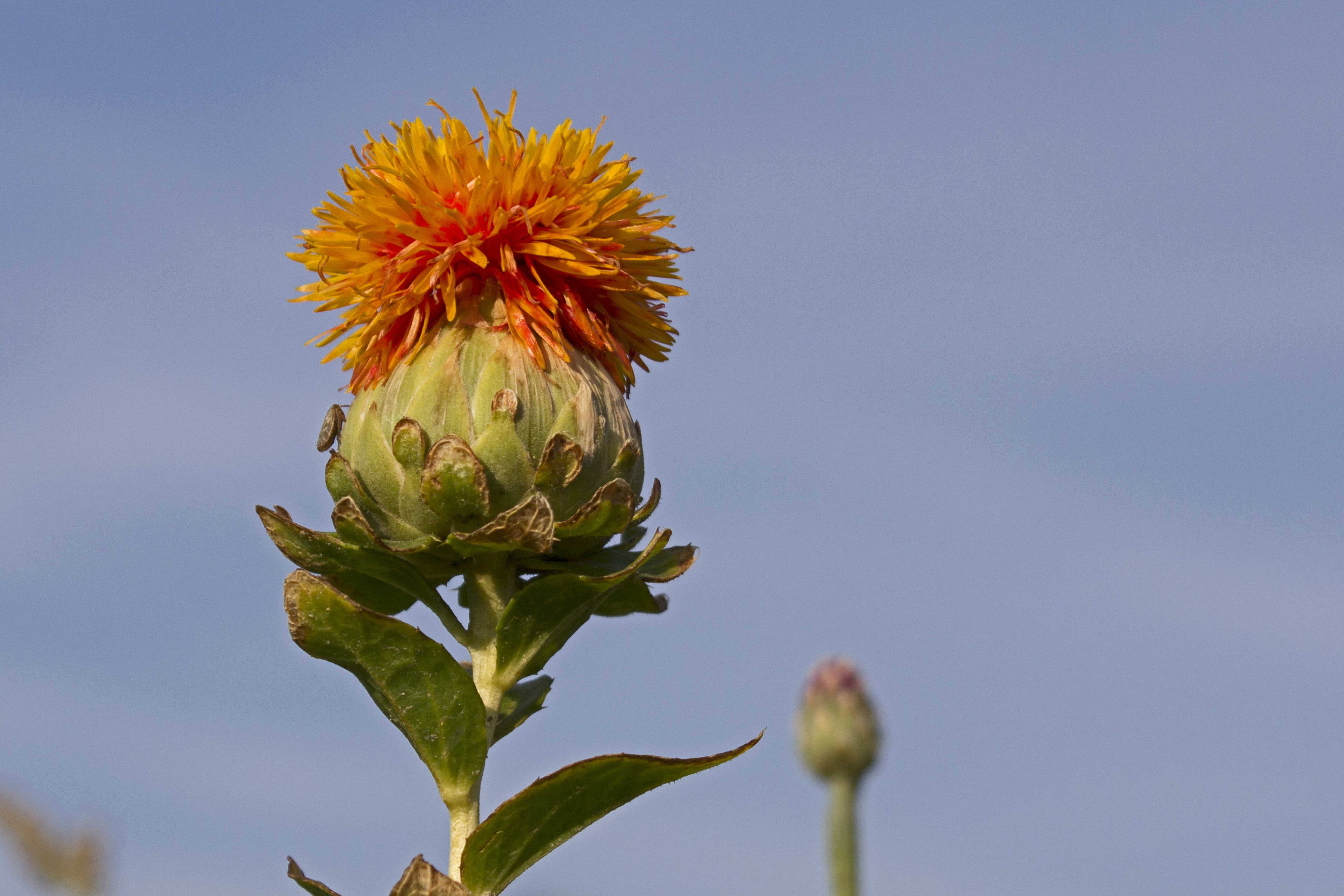
Sáfrányos szeklice (Carthamus tinctorius) virága
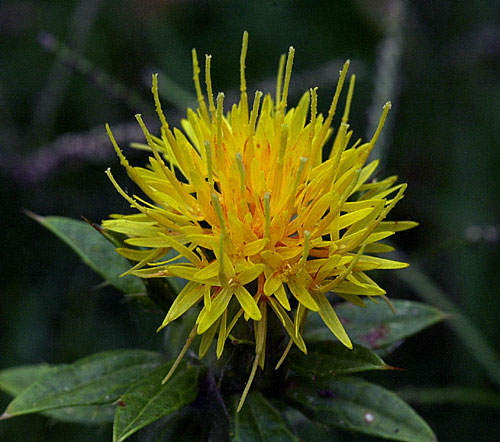
A kerti pórsáfrány virágzata
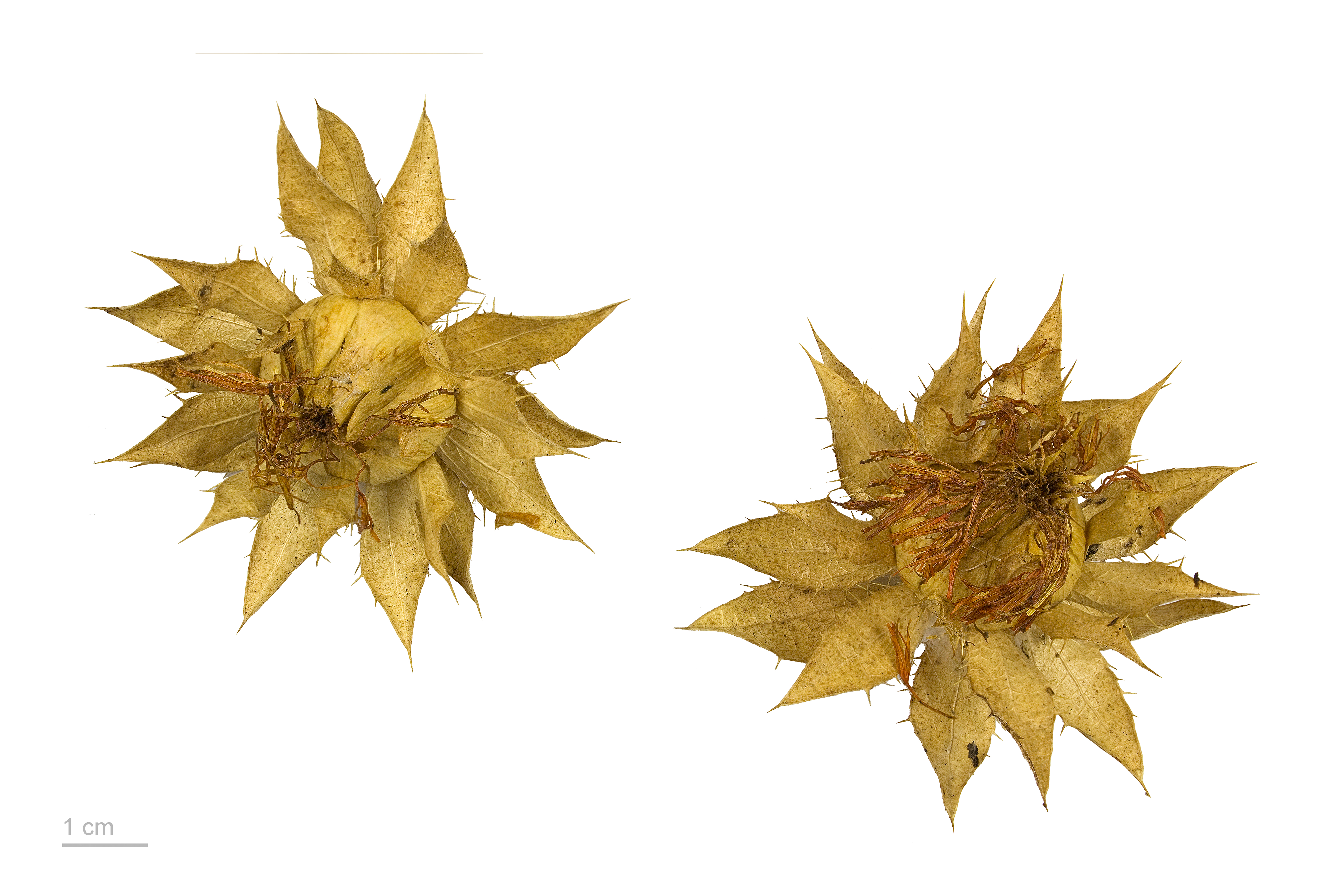
Carthamus tinctorius

## Tárolása
A szárazanyag, a szín és a hatóanyag megvédése érdekében jól zárható, nem átlátszó üveg, porcelán, fa, vagy esetleg bádogdobozban ajánlott tárolni.